# Stamrechtvrijstelling
De stamrechtvrijstelling was een Nederlandse belastingfaciliteit die een oud-werknemer de mogelijkheid bood om belastingheffing uit te stellen over de van zijn voormalige werkgever gekregen ontslagvergoeding. Er kon gebruik van worden gemaakt via een bank (bankspaarvariant, sinds 2010, met een stamrechtspaarrekening of stamrechtbeleggingsrecht), een verzekeraar, of een stamrecht-bv.
Het Belastingplan 2014 heeft per 1 januari 2014 deze faciliteit voor nieuwe gevallen afgeschaft. Middeling is min of meer een alternatief.
Als niet aan alle fiscale voorwaarden wordt voldaan dient de werkgever loonheffing in te houden bij het uitbetalen van de ontslagvergoeding. Om gebruik te kunnen maken van de stamrechtvrijstelling mag de ontslagvergoeding ook geen enkel moment ter beschikking staan van de werknemer. De werkgever mag dus niet eerst de ontslagvergoeding (bruto) uitbetalen aan de werknemer zodat die het door kan storten. De werkgever dient het geld rechtstreeks over te maken, bijvoorbeeld naar de stamrecht-bv (niet naar de stamrecht-bv in oprichting). Eventueel kan de ontslagvergoeding wel eerst door de werkgever overgemaakt worden naar een derdenrekening van een notaris.
Het bedrijf dat de periodieke uitkeringen doet dient hier loonheffing op in te houden. 

## Stamrecht-bv
Een stamrecht-bv is een besloten vennootschap die een ex-werknemer opricht voor het gebruikmaken van de stamrechtvrijstelling. Volgens de normen van de fiscus kan een stamrecht-bv in Nederland gezien worden als een "dekkende levensverzekeraar".
De (oud-)werknemer heeft zo meer zeggenschap over het geld dan wanneer hij via een verzekeraar gebruikmaakt van de stamrechtvrijstelling. Eventueel kan de (oud-)werknemer met de stamrecht-bv een eigen bedrijf starten. Vaak belegt de bv het geld, maar de bv kan het geld bijvoorbeeld ook op een spaarrekening zetten.

### Periodieke uitkeringen en minimale looptijd
De houder van de stamrecht-bv sluit een stamrechtovereenkomst met de bv die bepaalt wanneer welke periodieke (vaak maandelijkse) uitkering wordt gedaan. Deze kan bijvoorbeeld de eerste jaren lager zijn wegens recht op een werkloosheidsuitkering. Ook kan de overeenkomst na verloop van tijd gewijzigd worden. Mochten bijvoorbeeld de uitkeringen niet meer nodig zijn, omdat er weer (genoeg) ander inkomen gegenereerd wordt, dan kunnen uitkeringen stopgezet worden en uitgesteld worden naar een nader te bepalen moment. Afkoop mag niet mogelijk zijn.
Als de bv winst maakt, dient vennootschapsbelasting betaald te worden.
Bij een stamrecht-bv moet de sterftekans minimaal 1% zijn. Dit komt erop neer dat de looptijd van de periodieke uitkeringen niet te kort mag zijn. De minimale looptijd hangt af van de leeftijd en het geslacht.

### Dekking
De fiscus is ca. begin 2013 een "Stamrechtproject" gestart naar aanleiding van een pilot-onderzoek waaruit bleek dat in het pilotgebied meer dan 50% van de stamrecht-bv's over onvoldoende dekking beschikt. Oorzaak is o.a. "leningen en dividenduitkeringen aan de DGA. Vaak ontstaan problemen met leningen door de stamrecht-bv aan de eigenaar gedaan op basis van onzakelijke gronden. Er is geen aflossingsplan aanwezig of er zijn geen zekerheden gesteld zoals een bank in dezelfde situatie wel zou vereisen.

## Afwikkeling
Begunstigden hebben in 2014 de mogelijkheid (niet de verplichting) hun geld zonder heffing van revisierente ineens op te nemen, waarbij slechts 80% wordt belast (net als in 2013 bij de levensloopregeling). De korting is onder meer bedoeld om een eventueel hoger belastingtarief door het ineens belasten te compenseren, en geldt niet voor bedragen gestort na 14 november 2013 (dit was om vanaf toen te voorkomen dat men speciaal hiervoor de ontslagvergoeding tot na de jaarwisseling op bijvoorbeeld een stamrechtspaarrekening zou zetten). Werknemers die uiterlijk 31 december 2013 met hun werkgever een vaststellingsovereenkomst overeen zijn gekomen betreffende de beëindiging van het dienstverband kunnen tot maximaal 30 juni 2014 in dienst blijven bij de werkgever met gebruikmaking van de stamrechtvrijstelling. De ontslagvergoeding dient dan uiterlijk 30 juni 2014 te zijn gestort op de rekening van een stamrecht-bv of op een bankspaarrekening. 